# Louis Tylka

Wappen von Louis Tylka

Louis Tylka (* 26. Mai 1970 in Harvey, Illinois) ist ein US-amerikanischer Geistlicher und römisch-katholischer Bischof von Peoria.

## Leben
Louis Tylka, jüngstes von sechs Kindern, besuchte von 1976 bis 1984 die Saint Joseph’s Elementary School in Homewood und von 1984 bis 1988 die Marian Catholic High School in Chicago Heights. Anschließend studierte Tylka Philosophie und Katholische Theologie an der Loyola University Chicago und an der University of Saint Mary of the Lake in Mundelein. Er empfing am 18. Mai 1996 durch den Erzbischof von Chicago, Joseph Kardinal Bernardin, das Sakrament der Priesterweihe.
Nach der Priesterweihe war Louis Tylka als Pfarrvikar in der Pfarrei Saint Michael in Orland Park tätig, bevor er 2003 Pfarrvikar der Pfarrei Saints Faith, Hope and Charity in Winnetka wurde. Von 2004 bis 2014 war Louis Tylka Pfarrer der Pfarrei Mater Christi in North Riverside. 2014 wurde Tylka Pfarrer der Pfarrei Saint Julie Billiart in Tinley Park und Vorsitzender des Priesterrats des Erzbistums Chicago.
Am 11. Mai 2020 ernannte ihn Papst Franziskus zum Koadjutorbischof von Peoria. Der Erzbischof von Chicago, Blase Joseph Kardinal Cupich, spendete ihm am 23. Juli desselben Jahres in der Kathedrale Saint Mary of the Immaculate Conception in Peoria die Bischofsweihe; Mitkonsekratoren waren der Apostolische Nuntius in den Vereinigten Staaten, Erzbischof Christophe Pierre, und der Erzbischof von Milwaukee, Jerome Listecki.
Mit dem Rücktritt von Daniel Robert Jenky CSC am 3. März 2022 folgte er diesem als Bischof von Peoria nach.